# Lidorf
Lidorf is een gehucht in de Duitse gemeente Mitterskirchen, district Rottal-Inn in de Duitse deelstaat Beieren. 